# Kolonie Jasionowo
Kolonie Jasionowo – kolonia wsi Jasionowo w Polsce, położona w województwie podlaskim, w powiecie augustowskim, w gminie Sztabin.
W latach 1975–1998 kolonia administracyjnie należała do województwa suwalskiego.